# Капустинская
Капустинская — река в России, протекает по Бурятии, в Кабанскому району. Впадает в озеро Байкал на высоте 456 м.

## География
Река Капустинская берёт начало на высоте около 1300 м. Течёт на северо-запад и впадает в Байкал около мыса Толстый. По берегам реки произрастают сосны. Длина реки составляет 11 км.

## Данные государственного водного реестра
По данным государственного водного реестра России и геоинформационной системы водохозяйственного районирования территории РФ, подготовленной Федеральным агентством водных ресурсов:
- Бассейновый округ — Ангаро-Байкальский
- Речной бассейн — бассейны малых и средних притоков средней и северной части озера Байкал
- Речной подбассейн — отсутствует
- Водохозяйственный участок — бассейны рек средней части озера Байкал от северо-западной границы бассейна реки Баргузин до северной границы бассейна реки Селенга